# Bataille de Changsha (1944)
Pour les articles homonymes, voir Bataille de Changsha.
Guerre sino-japonaise (1937-1945)
Batailles
Seconde Guerre mondiale : batailles de la Guerre sino-japonaise
- Incident du pont Marco-Polo
- Shanghai
- Taiyuan
- Xinkou
- Pingxingguan
- Taierzhuang
- Xuzhou
- Nankin
  - bataille
  - massacre
- lac Khassan
- Wuhan
- Nanchang
- Khalkhin Gol
- Suixian-Zaoyang
- Changsha (1re)
- Guangxi
- Henan
- Zaoyang-Yichang
- Cent Régiments
- Shanggao
- Sud-Shanxi
- Changsha (2e)
- Pacification du Mandchoukouo
- Changsha (3e)
- Hubei
- Changde
- Ichi-Go
- Changsha (4e)
- Guilin-Liuzhou
- Reconquête chinoise

Guerre du Pacifique
Front d'Europe de l'ouest
Front d'Europe de l'est
Campagnes d'Afrique, du Moyen-Orient et de Méditerranée
Bataille de l'Atlantique
Théâtre américain
La Quatrième bataille de Changsha, également appelée Bataille de Changsha-Hengyang, a eu lieu en 1944 pendant la guerre sino-japonaise, opposant l'Armée impériale japonaise et l'Armée nationale révolutionnaire chinoise, dans le cadre de l'offensive majeure exécutée par les japonais sous le nom d'Opération Ichi-Go.
Après trois tentatives malheureuses pour prendre la ville, dont la dernière en 1942, les Japonais changèrent de tactique et décidèrent de prendre Liuyang pour couper toute possibilité de retraite aux troupes chinoises. L'Armée impériale encercla ensuite Changsha en neutralisant les troupes chinoises dans les montagnes du district de Yuelu. Le général chinois Zhang De-neng donna l'ordre d'évacuer la ville.
Le combat se déplaça alors à Hengyang, où les affrontements durèrent 47 jours. Les Japonais parvinrent à prendre également Hengyang, mais cette victoire s'avéra très coûteuse en vies humaines et ne leur permit pas d'améliorer significativement leur contrôle sur la région. Au contraire, les Chinois continuèrent à gagner du terrain dans le nord-est du pays.
Tchang Kaï-Chek ordonna plus tard l'exécution de Zhang De-neng pour avoir évacué Changsha.